# Ga Oksu
Ga Oksu (Tiếng Hàn: 옥수역, Hanja: 玉水驛) là ga đường sắt trên Tàu điện ngầm Seoul tuyến 3 và Tuyến Gyeongwon nằm ở Oksu-dong, Seongdong-gu, Seoul và là ga trung chuyển cho là ga trên Tàu điện ngầm vùng thủ đô Seoul tuyến 3 và Tuyến Gyeongui–Jungang. Tàu ITX-Cheongchun, chạy dọc theo Tuyến Gyeongwon, dừng tổng cộng 6 lần (3 lần mỗi lần để lên và xuống). Trong Tàu điện ngầm Seoul tuyến 3, chỉ có ga này và ga Jichuk là ở trên mặt đất. Nó nằm gần ngã ba sông sông Hán và suối Jungnangcheon. 
Tuyến Yongsan-Deokso gần đây được lắp kính trên trần nhà sử dụng ánh nắng tự nhiên suốt ngày. Bởi vì nó có cảnh đẹp của sông Hán, nó thường được ghi hình trên phim và quảng cáo. Manhwa webtoon Oksu Station Ghost được đặt ở sân ga tuyến 3.

## Lịch sử
- 13 tháng 9 năm 1983: Tên ga được quyết định là Ga Oksu [6]
- 18 tháng 10 năm 1985: Khai trương đoạn Dongnimmun - Yangjae của Tàu điện ngầm Seoul tuyến 3[7], đồng thời khai trương ga Tuyến Gyeongwon
- 1 tháng 7 năm 2001: Di dời nền tảng của Tuyến Gyeongwon và bắt đầu kinh doanh
- 15 tháng 12 năm 2005: Số nhà ga được thay đổi từ K128 thành K114 cùng với việc tách khỏi Tàu điện ngầm vùng thủ đô Seoul tuyến 1 sang Tàu điện ngầm vùng thủ đô tuyến Jungang.
- 20 tháng 11 năm 2009: Hoàn thành và mở lối ra vào công viên Hangang Citizens
- 2010: Lắp đặt cửa chắn sân ga Ga Oksu Tuyến Gyeongwon
- 1 tháng 11 năm 2012: Các điểm dừng tại ITX-Cheongchun bổ sung Ga Oksu

## Bố trí ga

### Tuyến số 3 (4F)
| Geumho ↑    |
| \| N/B      |
| ↓ Apgujeong |

| Hướng Bắc | ●Tuyến 3 | ← Hướng đi Chungmuro · Jongno 3(sam)-ga · Gupabal · Daehwa |
| Hướng Nam | ●Tuyến 3 | → Hướng đi Apgujeong · Xe buýt tốc hành · Dogok · Ogeum →  |

| Tuyến và hướng         | Tuyến và hướng | Tuyến và hướng         | Chuyển tuyến nhanh |
| ---------------------- | -------------- | ---------------------- | ------------------ |
| Tuyến 3 (Hướng Daehwa) | →              | Tuyến Gyeongui–Jungang | 9-4                |
| Tuyến 3 (Hướng Ogeum)  | →              | Tuyến Gyeongui–Jungang | 1-4                |

### Tuyến Gyeongui–Jungang (1F)
| ↑ Hannam   |
| \| １      |
| Eungbong ↓ |

| 1 | ● Tuyến Gyeongui–Jungang | Địa phương Tốc hành | → Hướng đi Cheongnyangni · Deokso · Jipyeong →         |
| 1 | Tuyến Gyeongchun         | ITX-Cheongchun      | → Hướng đi Pyeongnae Hopyeong · Gapyeong · Chuncheon → |
| 2 | ● Tuyến Gyeongui–Jungang | Địa phương Tốc hành | ← Hướng đi Yongsan · Ilsan · Munsan                    |
| 2 | Tuyến Gyeongchun         | ITX-Cheongchun      | ← Hướng đi Yongsan                                     |

| Tuyến và hướng                         | Tuyến và hướng | Tuyến và hướng | Chuyển tuyến nhanh |
| -------------------------------------- | -------------- | -------------- | ------------------ |
| Tuyến Gyeongui–Jungang (Hướng Munsan)  | →              | Tuyến 3        | 2-4                |
| Tuyến Gyeongui–Jungang (Hướng Yongmun) | →              | Tuyến 3        | 5-1                |

## Xung quanh nhà ga
| Lối ra \| 나가는 곳 \| Exit \| 出口 | Lối ra \| 나가는 곳 \| Exit \| 出口 |
| ----------------------------------- | --- |
| 1                                   | Gangbyeon Poonglim APT Oullim The River Bingo Goal Công viên Dalmaji |
| 2                                   | Cầu Dongho |
| 3                                   | Cầu Dongho Hướng tới Apgujeong-dong Công viên Ichon Hangang Bingo Goal |
| 4                                   | Oksu-dong Cầu Dongho Gangbyeonbuk-ro |
| 5                                   | Cầu Dongho |
| 6                                   | Trung tâm cộng đồng Oksu-dong · Trung tâm an toàn công cộng Oksu Oksu-dong Samsung Raemian APT · Raemian Oksu Riverzen Chùa Mita Trường trung học cơ sở Okjeong Trường tiểu học Okjeong Trung tâm phúc lợi cộng đồng Oksu Oksu Geukdong APT Hannam Heights APT |
| 7                                   | Huyndai APT Trường tiểu học Seoul Geumok Geumho-dong Daewoo APT Hướng tới chợ Geumnam |

## Hình ảnh

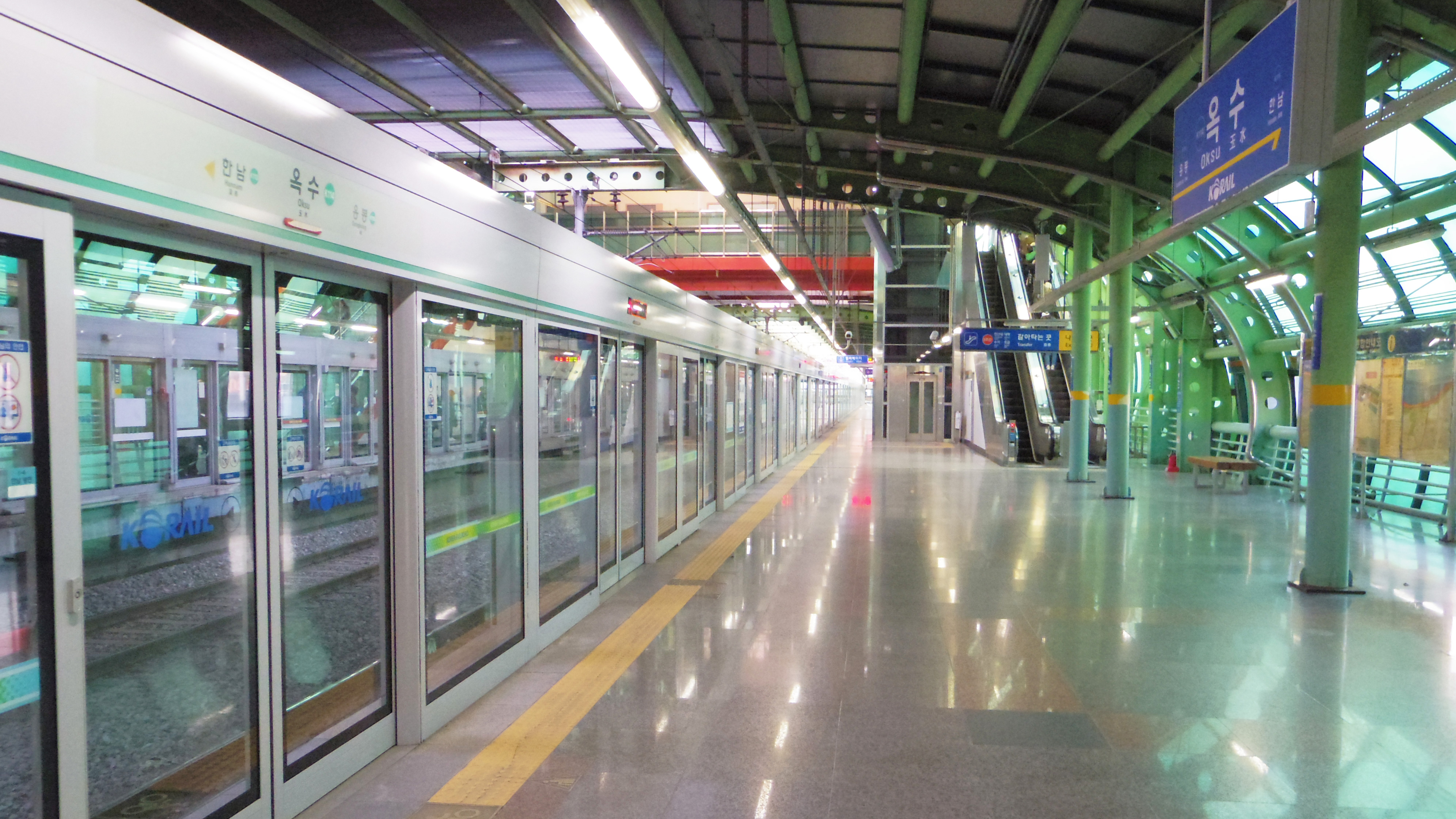
Sân ga tuyến Jungang
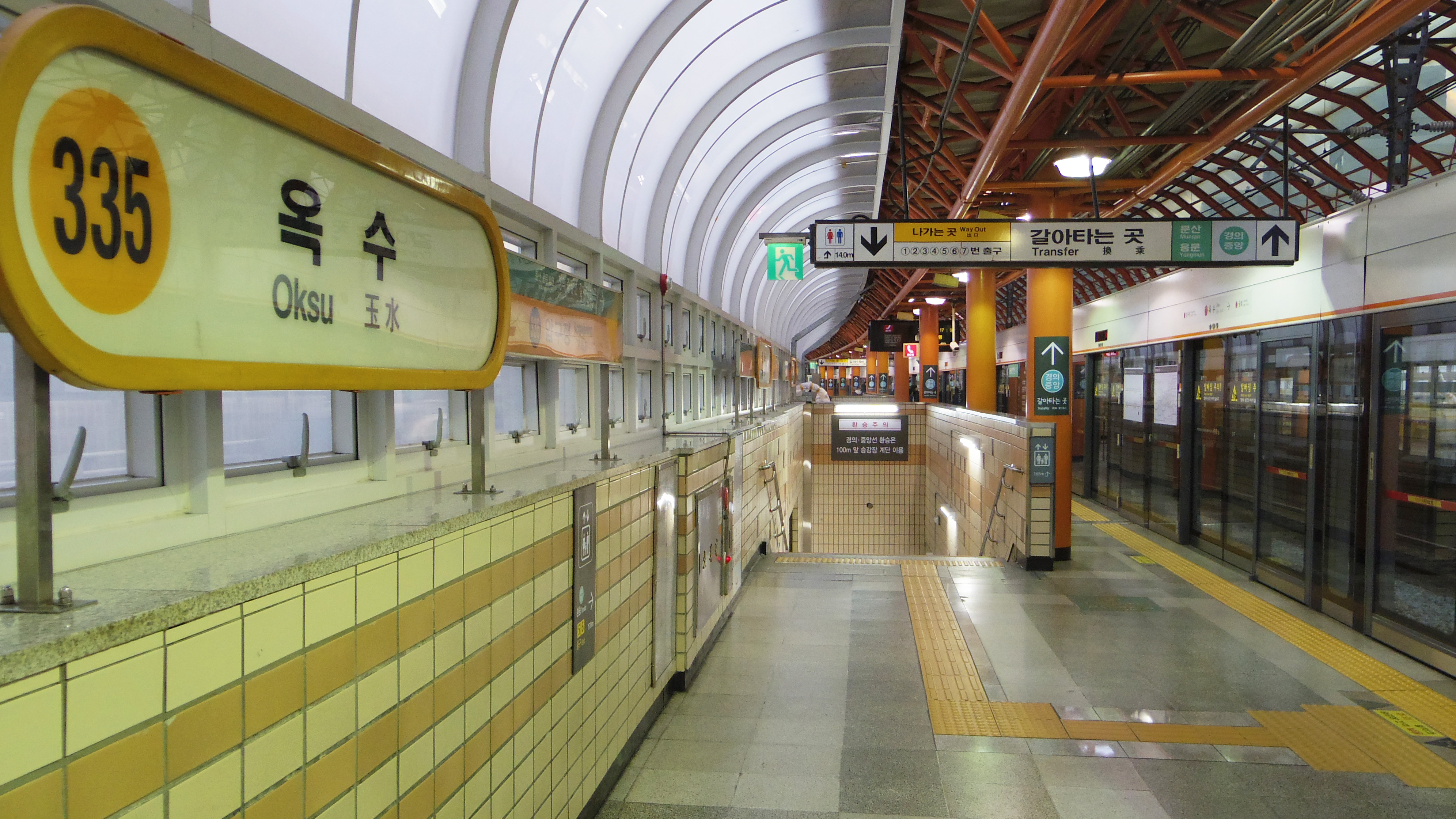
Sân ga tuyến 3